# دهستان قره‌پشتلو بالا
قره‌پشتلو بالا، دهستانی است از توابع قره پشتلو شهرستان زنجان در استان زنجان ایران.

## جمعیت
براساس سرشماری سال ۱۳۸۵ جمعیت آن ۱۳٬۹۱۵ نفر (۳٬۲۵۰ خانوار) بوده‌است.